# Bercenay-en-Othe
Bercenay-en-Othe è un comune francese di 424 abitanti situato nel dipartimento dell'Aube nella regione del Grand Est.

## Società

### Evoluzione demografica
Abitanti censiti